# Translatio imperii
Translatio imperii („пренасяне на властта“) е концепция в средновековната западноевропейска историография, която представя историята като поредица от прехвърляния на властта от един владетел на друг. По този начин съвременни на авторите държави се разглеждат като легитимни правоприемници на древни империи.
Концепцията води началото си от разглежданите в еврейската есхатология Четири монархии, които раннохристиянският богослов Йероним идентифицира като Вавилония, Персия, Македония и Рим. Тези схващания се подемат от по-късните теолози в опит да се наложат провиденциалистически разбирания за историческия процес.